# Hypania invalida
Hypania invalida är en ringmaskart som först beskrevs av Grube 1860.  Hypania invalida ingår i släktet Hypania och familjen Ampharetidae. Arten har ej påträffats i Sverige. Inga underarter finns listade i Catalogue of Life.